# NGC 2886
NGC 2886 je četverostruka zvijezda u zviježđu Vodenoj zmiji.

## Vanjske poveznice
- SEDS: NGC 2886